# Resolució 1560 del Consell de Seguretat de les Nacions Unides
La Resolució 1560 del Consell de Seguretat de les Nacions Unides fou adoptada per unanimitat el 14 de setembre de 2004. Després de reafirmar totes les resolucions sobre la situació entre Eritrea i Etiòpia, en especial la 1531 (2004), el Consell va ampliar el mandat de la Missió de les Nacions Unides a Etiòpia i a Eritrea (UNMEE) fins al 15 de març de 2005.
La resolució es va adoptar enmig d'un continu impàs en el procés de pau d'Etiòpia i Eritrea.

## Resolució

### Observacions
El Consell de Seguretat va reafirmar el seu suport al procés de pau entre els dos països i el paper que juga la UNMEE per facilitar la implementació de l'acord d'Alger i la decisió de la Comissió Fronterera sobre la frontera recíproca. Va expressar la seva preocupació pel buit en el procés de pau i els retards en la demarcació de la frontera recíproca. Era preocupat que la Comissió no pogués dur a terme la seva tasca i la manca de cooperació tant d'Etiòpia com d'Eritrea amb les Nacions Unides a aquest respecte.

### Actes
La resolució va ampliar el mandat de la UNMEE amb una força reduïda fins al 15 de març de 2005. Es va instar a ambdues parts a complir els seus compromisos en virtut de l'acord d'Alger i cooperar amb la Comissió de Fronteres per complir el seu mandat. Es va demanar a les parts que cooperessin amb la MINUEE i protegissin al personal de les Nacions Unides. El Consell va donar la benvinguda a la decisió d'Etiòpia de permetre un corredor aeri directe entre les capitals Addis Abeba i Asmara per facilitar el treball de l'operació i va demanar la reobertura d'Asmara a la carretera de Barent.
El Consell va reafirmar la importància del diàleg entre els dos països i la normalització de les seves relacions diplomàtiques. Mentrestant, va donar suport als esforços del Enviat Especial Lloyd Axworthy per assegurar la implementació dels seus acords. El secretari general Kofi Annan seguiria de prop la situació i revisaria el mandat de la MINUEE a la llum de qualsevol avenç en el procés de pau.